# Asao-ku
Asao (麻生区, Asao-ku) est l'un des sept arrondissements de la ville de Kawasaki dans la préfecture de Kanagawa, au Japon. Il est situé à l'ouest de la ville.
En 2016, sa population est de 175 531 habitants pour une superficie de 23,25 km2, ce qui fait une densité de population de 7 550 hab./km2.

## Transport publics
L'arrondissement est desservi par plusieurs lignes ferroviaires :
- ligne Sagamihara de la compagnie Keiō,
- lignes Odawara et Tama de la compagnie Odakyū.